# نايجل بوين
نايجل بوين (بالإنجليزية: Nigel Bowen)‏ هو قاضي ودبلوماسي ومحام بالقضاء العالي وسياسي أسترالي، ولد في 26 مايو 1911 في كندا، وتوفي في 27 سبتمبر 1994 بسيدني في أستراليا. حزبياً، نشط في الحزب الليبرالي الأسترالي.

## مناصب
- انتخب Chief Justice of the Federal Court of Australia ‏ (20 ديسمبر 1976 – 31 ديسمبر 1990).
- انتخب وزير الخارجية [الإنجليزية]‏ (2 أغسطس 1971 – 5 ديسمبر 1972).
- في 1964 Parramatta by-election [الإنجليزية]‏، انتخب عضو مجلس النواب الأسترالي عن دائرة Division of Parramatta [الإنجليزية]‏ (20 يونيو 1964 – 11 يوليو 1973).
- انتخب المدعي العالم لأستراليا [الإنجليزية]‏ (14 ديسمبر 1966 – 12 نوفمبر 1969).

## روابط خارجية
- نايجل بوين على موقع مونزينجر (الألمانية)